# Giovanni Alfonso Borelli

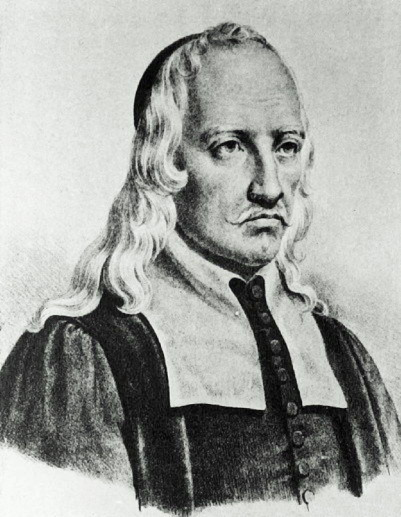
Giovanni Alfonso Borelli

Giovanni Alfonso Borelli (n. 28 ianuarie 1608 la Castelnuovo - d. 31 decembrie 1679 la Roma) a fost fiziolog, fizician, matematician și astronom renascentist italian. Este considerat întemeietorul biomecanicii.

## Biografie
S-a născut la Pisa ca fiu al unui ofițer care a servit în armata regelui Spaniei.
Din 1635 este profesor de matematică la Messina. Între timp, studiază anatomia și fiziologia. 
Cam prin 1640 face cunoștință cu Galileo Galilei la Florența. Marele om de știință avea să-l influențeze în ceea ce privește aplicarea metodei științifice în cercetare.
În 1649 devine profesor de matematică și fizică la Messina.
În 1656 preia Catedra de Matematică a Universității din Pisa. Acolo îl întâlnește pe anatomistul Marcello Malpighi, cu care, în 1657, va intra ca membru în Accademia del Cimento (Accademia dell'esperimento), societate științifică ce își propunea în primul rând promovarea metodei experimentale. În cadrul acestei societăți științifice, Borelli, stimulat de studiile lui Malpighi, efectuează cercetări privind mișcarea la nivelul organismului animal. Acesta poate fi considerat începutul biomecanicii, domeniu de care se preocupă tot restul vieții.
În 1668 se întoarce la Messina, dar la scurt timp este nevoit să părăsească orașul, fiind acuzat de conspirații politice. La Roma o întâlnește pe fosta regină Cristina a Suediei (1626 - 1689), autoexilată din Suedia, deoarece se convertise la catolicism. Ulterior, Borelli beneficiază de patronajul acestei persoane împotriva atacurilor autorităților italiene, aceleași atacuri suferite și de Galilei.
Restul vieții lui Borelli e în sărăcie, predând matematica la o mănăstire.

## Contribuții
În 1661, la Florența, studiind în biblioteca ducelui de Toscana, Borelli a descoperit un manuscris care se referea la cărțile 5 și 6 ale Conicelor lui Apoloniu.
Aceasta a fost o descoperire senzațională, deoarece până atunci nu se cunoșteau decât primele patru cărți ale marelui geometru antic.
În 1666, Borelli a cercetat mișcarea planetelor și a sateliților lui Jupiter, în care scop a utilizat o metodă sintetică, diferită de cea analitică a lui Isaac Newton.
A încercat să refacă teoria numerelor reale ale lui Euclid într-o abordare modernă.
De asemenea, Borelli a urmărit aplicarea matematicii în medicină.
Astfel, a încercat să demonstreze că mișcările corpului se realizează prin sisteme de pârghii, în care mușchii sunt capabili să dezvolte, într-un timp foarte scurt, eforturi foarte mari.
Borelli a fost și un renumit chirurg al epocii sale. 

### Scrieri
- De Motu Animalium , cea mai importantă scriere a sa, publicată postum (1680 - 1681)
- Della cagioni delle febbri maligne (Pisa, 1658)
- Euclides Restitutus seu prisca geometriae elementa facilius contexta (Pisa, 1658)
- Apollonii Pergaei Conicorum, libri v., vi. et vii (Florence, 1661)
- Theoricae Mediceorum planetarum ex causis physicis deductae (Florence, 1666), în care a făcut unele considerații la legea atracției universale, ca precursor al lui Isaac Newton
- De vi percussionis (Bologna, 1667)
- Meteorologia Aetnea (Reggio, 1669)
- De motionibus naturalibus a gravitate pendentibus (Bologna, 1670).